# Richard Kitzbichler
Richard Kitzbichler, né le 12 janvier 1974 à Wörgl en Autriche, est un footballeur international autrichien, devenu entraîneur à l'issue de sa carrière, qui évoluait au poste de milieu de terrain. 
Il compte 17 sélections en équipe nationale entre 1996 et 2002.

## Biographie

### Carrière de joueur
Richard Kitzbichler dispute 3 matchs en Ligue des champions, 9 matchs en Coupe de l'UEFA, et 2 matchs en Coupe Intertoto.

### Carrière internationale
Richard Kitzbichler compte 17 sélections avec l'équipe d'Autriche entre 1996 et 2002. 
Il est convoqué pour la première fois par le sélectionneur national Herbert Prohaska pour un match amical contre la Hongrie le 24 avril 1996 (victoire 2-0). Il reçoit sa dernière sélection le 21 août 2002 contre la Suisse (défaite 3-2).

### Carrière d'entraîneur
Richard Kitzbichler effectue sa reconversion au sein du Red Bull Salzbourg. Après avoir été analyste vidéo entre 2009 et 2015, il devient l'entraîneur adjoint de Peter Zeidler au début de la saison 2015-2016.

## Palmarès
- Avec l'Austria Salzbourg
  - Vainqueur de la Supercoupe d'Autriche en 1997

- Avec l'Austria Vienne
  - Vainqueur de la Coupe d'Autriche en 2005
  - Vainqueur de la Supercoupe d'Autriche en 2004